# Cours (Deux-Sèvres)
Cours – miejscowość i gmina we Francji, w regionie Nowa Akwitania, w departamencie Deux-Sèvres.
Według danych na rok 1990 gminę zamieszkiwało 405 osób, a gęstość zaludnienia wynosiła 27 osób/km² (wśród 1467 gmin regionu Poitou-Charentes Cours plasuje się na 622. miejscu pod względem liczby ludności, natomiast pod względem powierzchni na miejscu 581.).